# Kees Pijl

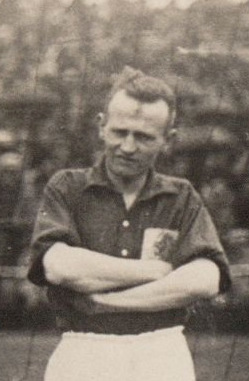
Pijl (1924)

Cornelis ("Kees") Alidanis Pijl (9 de junio de 1897 en Oosterhout – 3 de septiembre de 1976 en Róterdam) era un futbolista neerlandés. Pijl jugó en el Feyenoord Rotterdam y en la selección de fútbol de los Países Bajos disputúo 8 encuentros, en los cuales anotó 7 goles. Con la selección participó en los Juegos Olímpicos de París 1924. Luego de su carrera, fue el entrenador del Feyenoord desde 1942 al 1946.

## Honores
- 1923-24 : Eredivisie campeón con el Feyenoord
- 1927-28 : Eredivisie campeón con el Feyenoord
- 1929-30 : KNVB Cup campeón con el Feyenoord